# Jürgen Flimm
Jürgen Flimm, född 17 juli 1941 i Gießen i Hessen, död 4 februari 2023 i Wischhafen i Niedersachsen, var en tysk teater- och operaregissör och skådespelare.

## Biografi
Med början 1963 studerade Jürgen Flimm litteraturvetenskap, teatervetenskap och sociologi vid Kölns universitet. 1968 började han som regiassistent vid Münchner Kammerspiele. Han debuterade som regissör 1971. 1972 anställdes han som regissör vid Nationaltheater Mannheim. 1973-1974 var han försteregissör vid Thalia Theater i Hamburg där han regisserade urpremiären på Rainer Werner Fassbinders pjäs Bremer Freiheit (Frihet i Bremen). 1974-1979 frilansade han som regissör i München, Hamburg, Bochum, Frankfurt am Main och New York. 1979-1985 var han chef för Schauspiel Köln och 1985-2000 var han chef för Thalia Theater som under denna tid var en av Tysklands mest framgångsrika teatrar. Teatern utnämndes till årets teater av den prestigefulla tidskriften Theater heute både 1989, 1990 och 1991. 2002-2004 ledde han teatersektionen vid Salzburger Festspiele, 2005-2007 var han chef över Ruhrtriennalen, 2007-2010 var han tillbaka i Salzburg som konstnärlig ledare för hela festspelen och 2010-2015 var han chef för Staatsoper Unter den Linden i Berlin. Hans uppsättningar har varit inbjudna till Berliner Theatertreffen fem gånger: 1980 Das Käthchen von Heilbronn av Heinrich von Kleist, Schauspiel Köln; 1982 Leonce und Lena av Georg Büchner, Schauspiel Köln; 1983Minna von Barnhelm av Gotthold Ephraim Lessing, Schauspielhaus Zürich; 1989 Platonow av Anton Tjechov, Thalia Theater och 1995 Die Wildente (Vildanden) av Henrik Ibsen, Thalia Theater. Första gången han regisserade opera var Luigi Nonos Al gran sole carico d’amore på Oper Frankfurt. Därefter har han regisserat på La Scala i Milano, Metropolitan i New York, Royal Opera House (Covent Garden) i London, Lyric Opera of Chicago, Opernhaus Zürich, Wiener Staatsoper och Hamburgische Staatsoper. Jürgen Flimm var ledamot av Freie Akademie der Künste i Hamburg, Akademie der Künste i Berlin, Bayerische Akademie der Schönen Künste och Deutsche Akademie der Darstellenden Künste. Bland priser han tilldelats kan nämnas Konrad-Wolf-Preis 1994.